# 馬游塘西堆填區
馬游塘西堆填區（英語：Ma Yau Tong West Landfill）是香港一個已經停止運作的垃圾堆填區，位於馬游塘將軍澳道以西，是馬游塘兩座堆填區之一。馬游塘西堆填區面積僅5公頃，啟用於1979年，1981年關閉。原址在1998年完成修復，後於2011年改建為馬游塘西休憩處，開放予公眾使用。